# Grammodes geometrica
Grammodes geometrica is een vlinder uit de familie van de Spinneruilen (Erebidae). Deze soort is voor het eerst wetenschappelijk beschreven als Noctua geometrica door Johan Christian Fabricius in een publicatie uit 1775.
De soort komt voor in tropisch Afrika (waaronder Gambia, Ghana, Nigeria, Tsjaad, Soedan, Equatoriaal Guinea, São Tomé, Congo-Kinshasa, Oeganda, Kenia, Tanzania, Zambia, Malawi, Namibië, Botswana, Zimbabwe, Zuid-Afrika, de Comoren, Madagaskar), het Oriëntaals gebied (waaronder Pakistan, India, Bangladesh, Sri Lanka, Myanmar, Thailand, Indonesië, Borneo, Brunei, Sumatra), Taiwan, Japan en Australië.